# Râul Mociaru
Râul Mociaru sau Râul Mocearu este un curs de apă, afluent al râului Slănic. 

## Hărți
- Harta Județului Buzău
- Harta comunei Lopătari